# Господин Џек
Господин Џек (енгл. Gentleman Jack) је британска серија која је почела да се емитује 22. априла 2019. године на каналу BBC. У серији је главна јунакиња Ен Листер и радња је базирана на њеном дневнику у коме је бележила своје лезбијске везе као и живот у 19. веку.
Радња смештена 1832. године, сјајна, госпођица Ен Листер напушта Хејстингс сломљена срца и креће се ка прелепом пејзажу Халифака у западном Јоркширу у Енглеској како би обновила имање свог ујака које је наследила. Ова андрогина и необична дама власница земље и газдарица, доживљава потенцијално романтичну и опасну романсу са лепшим полом, што бележи у криптираном дневнику који нико не може декодирати.

## Улоге
- Сурен Џоунс као Ен Листер
- Софи Рандл као Ен Вокер
- Џо Армстронг као Самјуел Вашингтон
- Амелија Булмор као Елиза Пристли
- Рози Каваљеро као Елизабет Кордингли
- Џема Велан као тетка Листер
- Тимоти Вест као Џереми Листер
- Том Луис као Томас Соуден
- Стефани Кол као Ен Вокер
- Џорџ Костиган као Џејмс Холт
- Питер Дејвидсон као Вилијам Пристли
- Шон Дули као Џеремаја Росон
- Винсент Френклин као Кристофер Росон
- Лидија Леонард као Маријана Лотон
- Кетрин Кели као Елизабет Сандерленд
- Томас Хоуз као Џон Бут
- Албан Куртоа као Еуген Пјер
- Бен Хантер као Џозеф Бут
- Данијел Вејман као др Кени
- Џон Холингвурт као гдин Абот

## Епизоде
| Бр. еп. | Наслов                                                   | Премијера     | Гледаност у Уједињено Краљевство (милиони) |
| --- | -------------------------------------------------------- | ------------- | ------------------------------------------ |
| 1 | "Управо сам пролазила"                                   | 19. мај 2019. | 6,70                                       |
| 1832. године, Ен Листер враћа се у Халифак у Западном Јоркширу након што ју је бивша љубавница Вере Хобарт напустила желећи да се уда за мушкарца. Преузимајући контролу над родитељским домом своје породице, Листер открива да је не само да имање занемарено, а станарине ненаплаћене, већ да на имању постоји значајан угаљ који би могао бити вађен уз велику зараду. На случајно састанку упознаје је са стидљивом, али богатом наследницом Ен Вокер, која живи у близини. |                                                          |               |                                            |
| 2 | "Дошла сам да студирам анатомију"                        | 26. мај 2019. | 5,88                                       |
| Ен Листер започиње опасан подухват удварања са Ен Вокер. У међувремену, Листер се наставља борити против браће Росон за угаљ и користи помоћ господина Вашингтона. Након сазнања о Еугениној трудноћи, Џон Бут одлучује да јој помогне у сакривању њене тајне. Након што је присуствовала венчању Вере Хобарт, Листер се осећа тужно и започиње потрагу за Ен Вокер према Дистрикту Лејк. |                                                          |               |                                            |
| 3 | "Ви тако то зовете?"                                     | 2. јун 2019.  | 5,70                                       |
| Однос Ен и госпођице Вокер почиње постајати интимна. Ен предлаже будућност са госпођицом Вокер у којој ће почети да живе заједно као брачни пар. Госпођица Вокер одговара да каже да би требало да сачекају шест месеци пре него што се обавежу. Браћа Росон покушавају насамарити Ен у послу с угљем нудећи ниску понуду. Господин Бут предлаже брак с Еуген како би заштитио њену част. Осећајући се немоћна, Маријана прети сестри тако што ће се удати за мушкарца који ће родити мушког наследника и оспорити власништво над имањем. Ен схвата да је Соуден стигао радити пијан и отпушта га. Соуденове пијане претње приморају Томаса да га одведе кући и веже га.                  |                                                          |               |                                            |
| 4 | "Већина жена су испразне и глупе"                        | 9. јун 2019.  | 5,94                                       |
| Госпођа Пристли развија озбиљну забринутост због Енине нове љубави с Ен Листер. Након вести о смрти госпође Ејнсворт, Ен претрпи страх од тренутка када њена тајна почне да се открива. Ен се наставља борити са браћом Росон у борби за поврат онога што су украли. Након вести о веридби господина Ејнсворта, она мора донети одлуку. Еуген трпи побачај и отказује своју веридбу са Бутом, на његову велику забринутост. Томас се претвара да не зна ништа о смрти његовог оца пред породицом страхујући за његово наследство. |                                                          |               |                                            |
| 5 | "Хајде да још једном погледамо у Вашу савршену прошлост" | 16. јун 2019. | 5,59                                       |
| Велечасни Томас Ејнсворт стиже у Халифакс и посматра Ен Вокер. Чувши за његов долазак, госпођица Листер намерава се с њим позабавити на свој начин. Док Листер предлаже брак гђици Вокер, гђа Пристле шири злобне изјаве о лику Ен Листер госпођи Паркхил, што на крају чује и гђица Вокер. Мајка Томаса Соудена долази до сазнања мистериозног нестанка Сема Соудена. Ен Вокер се бори да помири њену жељу да буде са Ен и жељу да удовољи вери и породици што се на крају завршава тако што застрашује Ен Листер . У покушају да држи Листерову даље од Вокерове и да заустави да јој узме новац да реши проблем са угљем, угљен Кристофер Росон шаље разбојника да је туче и застраши. |                                                          |               |                                            |
| 6 | "Да ли то раде даме'?"                                   | 23. јун 2019. | 5,82                                       |
| Листерова се враћа на имање након што је претучена и жали због губитка Вокерове. Томас Соуден започиње своје удварање код Сузане Вашингтон упркос класним разликама. Ментално стање Ен Вокер креће нагоре јер се бори да усклади своју хомосексуалност са својим религиозним уверењима. Листерова се бори са својом жељом да помогне Ен док још увек има проблема са угљем. Џон Абот је два пута позван на чај на Шибден имање, али Листерова одбија да га упозна сваки пут, на велику Маријанину љутњу. Ен Вокер пише писмо њеној сестри и зету у Шкотској и обавештава их да долази код њих а пре одласка још једном одбија брачну понуду Листерове.                                    |                                                          |               |                                            |
| 7 | "Зашто си то донела'?"                                   | 30. јун 2019. | 5,45                                       |
| Томас Соуден посећује Сузаниног оца и тражи њену руку за брак. Ен се суочава са Кристофером Росоном због његовог непоштовања према Маријани. Она у међувремену узима кредит за финансирање потапања нове јаме угља. У Лондону јој се придружује бивша љубавница Маријана Лотон. Сломљена срца због одбијања Ен Вокер, Листерова моли Маријану да напусти свог супруга и да живи са њом на имању Шибден. Јадна и сама, Листерова наставља пут до Париза. У међувремену, ментално здравље Вокерове се још више погоршава током боравка у Шкотској код родбине и она сече вене стаклом. |                                                          |               |                                            |
| 9 | "Да ли још увек причаш'?"                                | 7. јул 2019.  | 6,14                                       |
| Копање јаме игља доводи Ен у још веће финансијске проблеме. Док Ен ужива у Копенхагену, позивају је кући након што је добила писмо да би њена тетка могла умрети од гангрене. У међувремену, Вокерова одлази из Шкотске, на велику жалост Капетана Сатерленда. Вокерова се састаје са Листеровом и каже да је спремна да се уда за њу. Листер доводи Вокер у цркву где заједно узимају сакрамент, а Ен пристаје да се пресели на имање Шибден. У међувремену, Томас Соуден се жени са Сузан Вашингртон, али присуство његовог ујака на венчању открива Сузанином оцу да ујак није написао писмо у којем је рекао да се Сем преселио у Америку.                                            |                                                          |               |                                            |

## Продукција
Године 2016. је Сара Вејнврајт је добила грант за писање сценарија. Медијима је рекла да пише о жени која је индустријалац и која је лезбијка у 19. веку. и да ће грант употребити за наставак тог писања и истраживања. У марту 2017. је обелодањено да ће BBC и HBO снимати серију по том сценарију.
Јула 2017. је серија добила назив Џентлмен Џек и сазнало се да ће главну улогу играти глумица Сурен Џоунс.

## Критике
Холивуд репортер је описао серију као "смешну, паметну и дирљиву причу" где понекад главни лик разговара с камером како би боље објаснила своје унутрашње мисли, омогућавајући употребу аспеката Листериног дневника.
Гардијан о серији: Сурен Џоунс разбија глумећи модерну лезбијку у Халифаксу. Листерин дневник је узбудљива прича о угљу и на неки начин је пародија и можемо је назвати Квир Бронте.